# Kapelle Dörnschlade

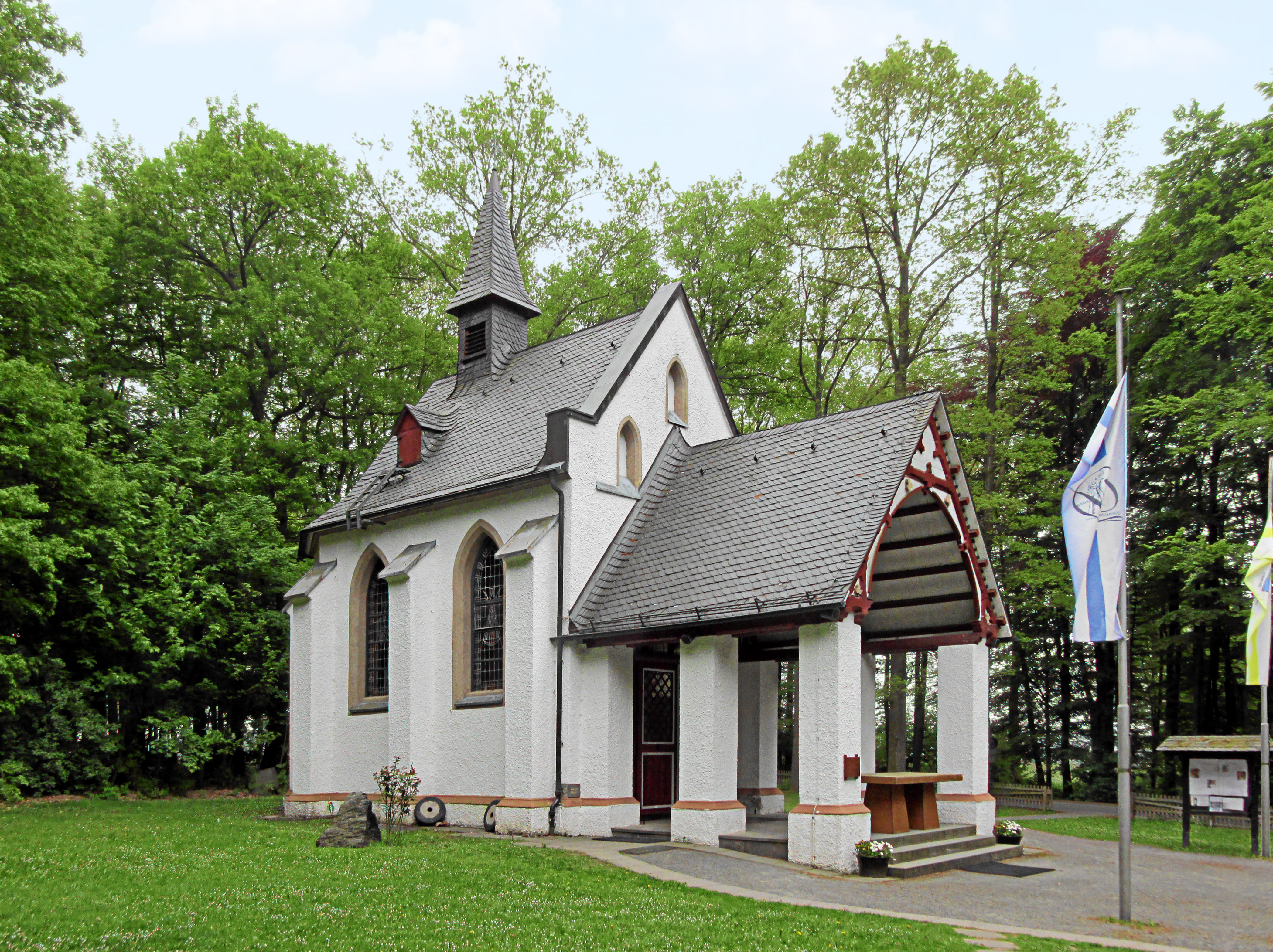
Kapelle

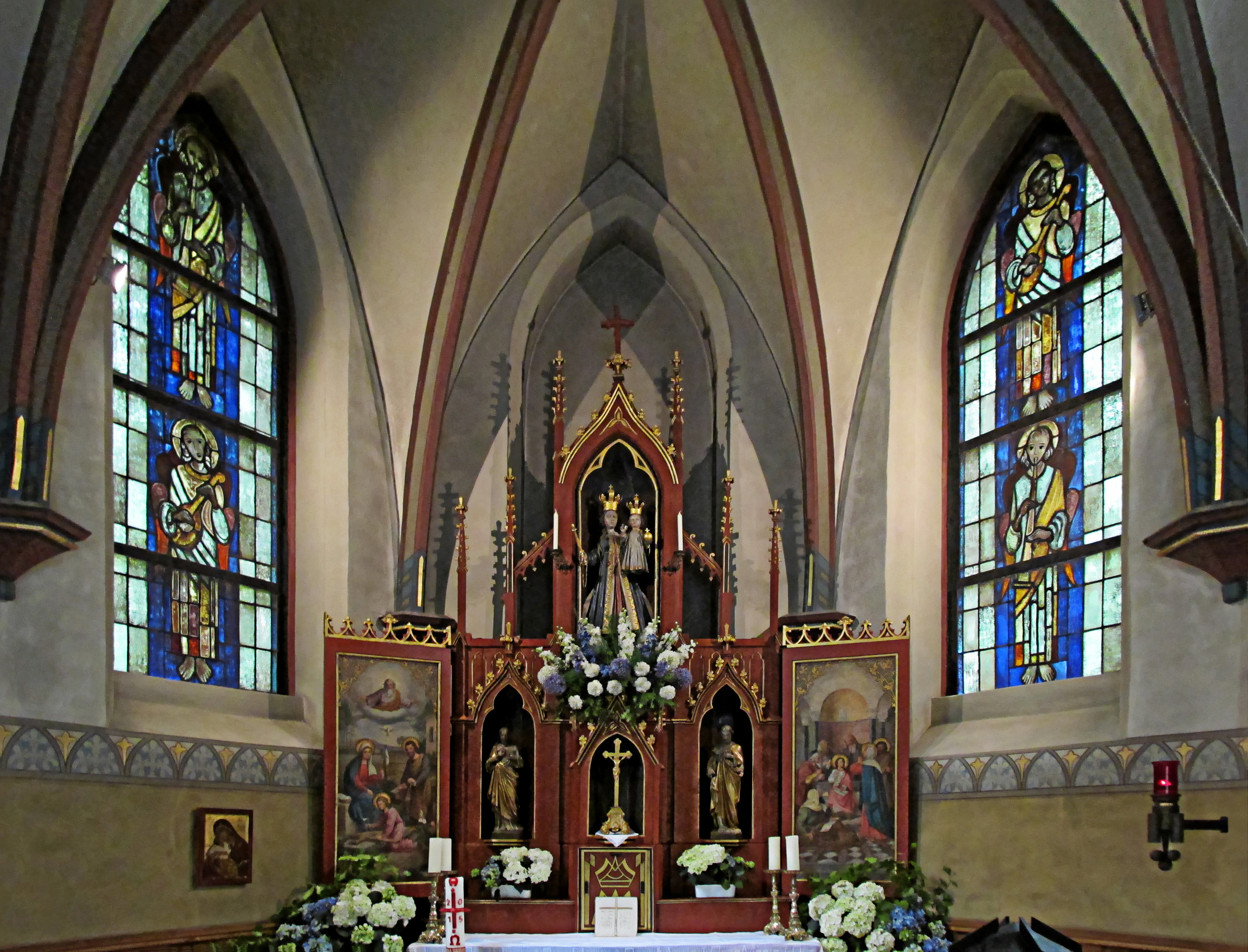
Altarraum

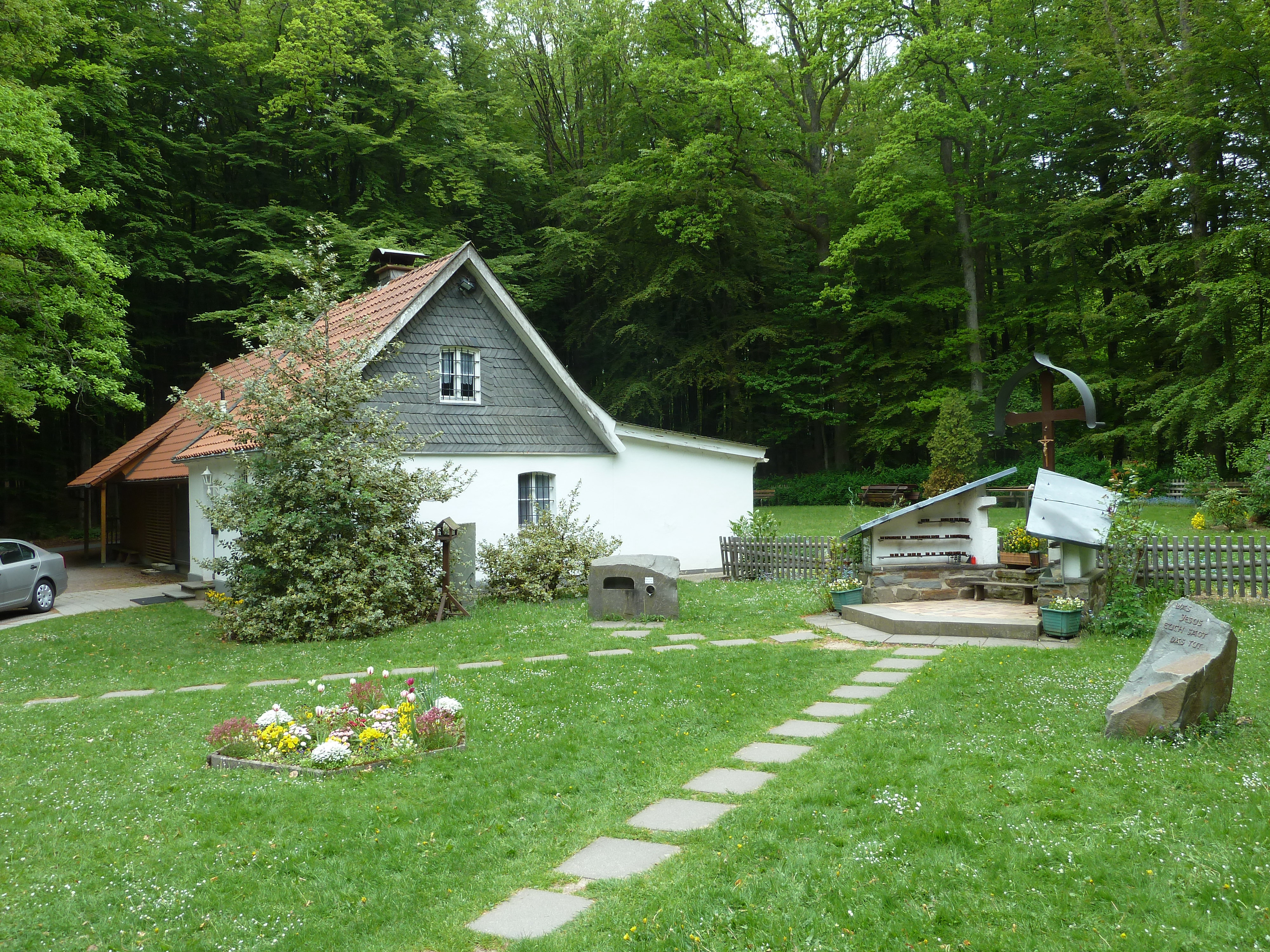
Klause

Die Kapelle Dörnschlade ist ein denkmalgeschütztes Kirchengebäude bei Altenhof, einem Ortsteil von Wenden im Kreis Olpe (Nordrhein-Westfalen). Die Dörnschlade ist ein Wallfahrtsort im südlichen Sauerland. Sie liegt in der Nähe der Grenze zum Siegerland und gehört zur Pfarrgemeinde St. Severinus in Wenden.

## Geschichte und Architektur
Eine Vorgängerkapelle ist als Mutter Gottes zur Dörnschlade erwähnt, der Wallfahrtsort wird schon in einer Urkunde von 1414 genannt. Bereits vor dem Dreißigjährigen Krieg gab es auf der Dörnschlade ein Heiligenhäuschen, spätestens aber 1669 wird im Hünsborner Taufbuch auf eine Kapelle in diesem Gebiet verwiesen. 1729 ist dann auch im zuständigen Pfarrarchiv von einer „Reparierung des Capelgens auff der Dörnschlade“ die Rede.
Da sich in dem kleinen Heiligenhäuschen, in welchem sich das Gnadenbild von Maria mit dem Jesuskind auf dem Arm befand, nur wenige Menschen gebückt aufhalten konnten, wollte man bereits ab 1776 eine neue Kapelle bauen. Und obwohl die kirchliche Behörde in Köln seinerzeit nicht besonders viel von Wallfahrten hielt, setzten die umgebenden Dorfgemeinschaften durch ihr leidenschaftliches Engagement dennoch den Bau einer Kapelle um.
Die heutige Kapelle wurde von 1862 bis 1864 nach Plänen von Vincenz Statz zusammen mit der zugehörigen Klause auf einem Höhenrücken errichtet. Sie ist durch eine offene Vorhalle erschlossen. Der neugotische Saal zu zwei Jochen schließt dreiseitig, die Wände sind durch Strebepfeiler gegliedert. Der neugotische Flügelaltar zeigt im Auszug eine Kopie des spätgotischen Gnadenbildes.